# Liste des gouverneurs actuels des provinces dominicaines
 (août 2023).
Cette page dresse la liste des gouverneurs actuels des 31 provinces de la République dominicaine (auxquels s’ajoute le maire de Saint-Domingue, qui fait office de gouverneur du District national).

## Gouverneurs
| Province                 | Nom                            | Nomination      |
| ------------------------ | ------------------------------ | --------------- |
| Azua                     | Luis Vargas                    | 30 août 2012    |
| Baoruco                  | Rafael Cuevas Jiménez          | 10 octobre 2014 |
| Barahona                 | Pedro Peña Rubio               | 19 août 2011    |
| Dajabón                  | Ramona Rodríguez               | 10 octobre 2014 |
| Distrito Nacional (D.N.) | Roberto Salcedo                | 16 août 2002    |
| Duarte                   | Juan Antigua Javier            | Septembre 2016  |
| Elías Piña               | Fernando Fortuna               | 30 août 2012    |
| El Seibo                 | Jesús Rafael Mejía             | 30 août 2012    |
| Espaillat                | Andrés Dilonés Ovalles         | 30 août 2012    |
| Hato Mayor               | Guadalupe Jáquez               | 30 août 2012    |
| Hermanas Mirabal         | Luis Rafael Yaport Muñoz       | Mai 2016        |
| Independencia            | Vianey Medina                  | 30 août 2012    |
| La Altagracia            | Ramón Güílamo                  | 30 août 2012    |
| La Romana                | Juan José Santana Medrano      | 30 août 2012    |
| La Vega                  | Bolívar Marte                  | Septembre 2016  |
| María Trinidad Sánchez   | Francisco Peña                 | 30 août 2012    |
| Monseñor Nouel           | Miguel Ángel Genao             | 30 août 2012    |
| Montecristi              | Saida Inmaculada Tejada Acosta | 30 août 2012    |
| Monte Plata              | Andrés Concepción              | 30 août 2012    |
| Pedernales               | Angel Odalis Zabala Segura     | 30 août 2012    |
| Peravia                  | Nelly Mercedes Melo            | 2 août 2008     |
| Puerto Plata             | Iván Rivera                    | 10 octobre 2014 |
| Saint-Domingue           | Juan Frías                     | 30 août 2012    |
| Samaná                   | Enriquillo Lalane              | 30 août 2012    |
| Sánchez Ramírez          | Juan Féliz Núñez Tavárez       | Septembre 2016  |
| San Cristóbal            | Julio César Díaz               | 30 août 2012    |
| San José de Ocoa         | Félix Estrella                 | 30 août 2012    |
| San Juan                 | William de Olio                | 30 août 2012    |
| San Pedro de Macorís     | Félix de los Santos            | 30 août 2012    |
| Santiago                 | Aura Toribio                   | 30 août 2012    |
| Santiago Rodríguez       | Miguel Angel Núñez             | 30 août 2012    |
| Valverde                 | Domingo Colón                  | 30 août 2012    |

## Lien(s) externe(s)
- (es) « Presidente Medina designa los nuevos gobernadores provinciales » (30 août 2012)
- (es) « Presidente designa nuevos gobernadores, viceministros, directores y funcionarios en el exterior » (10 octobre 2014)